# Schaueria
Schaueria es un género de plantas fanerógamas perteneciente a la familia Acanthaceae. El género tiene 28 especies de plantas herbáceas descritas y de estas, solo 4 aceptadas.

## Taxonomía
El género fue descrito por Christian Gottfried Daniel Nees von Esenbeck y publicado en Delectus Seminum in Horto Botanico Vratislaviensi Collectorum - A. 3. 1838. La especie tipo es: Schaueria calicotricha

## Especies seleccionadas
- Schaueria azaleaeflora
- Schaueria azaleiflora
- Schaueria caduciflora
- Schaueria calicotricha
- Lista de especies